# Гордели, Отар Михайлович
Ота́р Миха́йлович Гордели (груз. ოთარ მიხეილის ძე გორდელი; 18 ноября 1928, Тбилиси, Грузинская ССР, ныне Грузия — 6 декабря 1994) — грузинский композитор, один из основоположников джаза в Грузии. Заслуженный деятель искусств Грузинской ССР (1966).

## Биография
В 1938—1946 годах учился в Тбилисской музыкальной школе по классу Е. Чернявской (фортепиано) и по классу Андрея Баланчивадзе (композиция). В 1951 году окончил Тбилисскую консерваторию по классу Анастасии Вирсаладзе (фортепиано) и Ионы Туския (композиция), а в 1954 году — аспирантуру под руководством Семёна Богатырева в Московской консерватории (композиция). Преподавал в Тбилисской консерватории, где в 1972 году становится доцентом, а с 1982 года — профессор. В 1967—1990 годах был председателем Музыкально-хореографического общества Грузии. Затем работал директором дома-музея Захария Палиашвили в Тбилиси. Писал романсы на стихи грузинских поэтов, музыку к спектаклям и фильмам.

## Сочинения
- оперетта «Лети, моя ласточка» (1971)
- симфоническая кантата «Колхида» (1948)
- симфоническая поэма «Времена года» (1954)
- симфоническая поэма «О чём повествует Кура» (1961)
- поэма для хора и оркестра «Ода Ленину» (на стихи Алио Мирцхулавы, 1969)
- симфония (1964)
- 2 симфонические сюиты (1963, 1969)
- «Праздничная увертюра» (1957)
- «Молодёжная увертюра» (1959)
- симфонический танец «Картули» (1962)
- «Пассакалья и фуга» (1966)
- концерт для фортепиано с оркестром (1952)
- концертино для флейты с оркестром (1959)
- фортепианный квинтет (1950)
- сюита для фортепиано (1959)
- сонатина (1961)

## Награды
- 1966 — Заслуженный деятель искусств Грузинской ССР